# Певчая ласточка
Пе́вчая ла́сточка или пе́вчая настоя́щая ласточка (лат. Hirundo lucida) — вид насекомоядных птиц семейства ласточковых, представитель рода настоящих ласточек.
Внешне певчая ласточка напоминает деревенскую ласточку: у неё такое же красное горло и белое брюшко, а остальной окрас чёрный с синими переливами.

## Этимология
Первое научное описание этому виду ласточек дал немецкий зоолог Карл Иоганн Густав Хартлауб в 1858 году. Научное название вида lucida в переводе означает «светлая, яркая», оно образовано от латинского слова lux — свет.

## Описание
Певчая ласточка — небольшая птица с удлинённым туловищем, выемчатым хвостом и характе́рным для всех ласточек силуэтом. Длина туловища составляет около 15 см, масса тела — в среднем 12—14 г. Окраска оперения преимущественно чёрная с синими переливами. Макушка, зашеек и надхвостье синие. Передняя часть шеи и горло красные, как и у деревенской ласточки. Брюхо и подхвостье белые.
Издаёт щебечущие звуки.

## Размножение
Сезон размножения проходит весь год, в разных странах приходится на разные месяцы.

## Питание
Как и все ласточки, питается насекомыми, включая термитов. Ловит их на лету. Охотится может как одна птица, так и пара или целая стая, в которой может насчитываться до 40 птиц и более.

## Распространение и подвиды
В составе вида выделяют 3 подвида:
- H. l. lucida Hartlaub, 1858
- H. l. subalaris Reichenow, 1905
- H. l. rothschildi Neumann, 1904

Певчие ласточки обитают в Африке. Разные подвиды обитают на территории разных стран и имеют непересекающиеся ареалы. Подвид H. l. lucida можно встретить только в Западной Африке: в Сенегале, Мавритании, Либерии, Того и Бенине, подвид H. l. subalaris — в Республике Конго, а подвид H. l. rothschildi — в высокогорьях Эфиопии. Все подвиды певчей ласточки ведут оседлый образ жизни. Предпочитают селиться на открытой местности рядом с реками или водоёмами. Могут поселиться и рядом с человеком.